# Chelonus megacephalus
Chelonus megacephalus är en stekelart som först beskrevs av Baker 1926.  Chelonus megacephalus ingår i släktet Chelonus och familjen bracksteklar. Inga underarter finns listade i Catalogue of Life.